# Álvaro Peña (1965)
Álvaro Guillermo Peña (Santa Cruz de la Sierra, 11 februari 1965) is een voormalig Boliviaans voetballer, die speelde als aanvaller. Hij beëindigde zijn actieve loopbaan in 2003 bij de Boliviaanse club Club Universidad Iberoamericana. Peña stapte later het trainersvak in.

## Clubcarrière
Peña begon zijn professionele loopbaan bij Club Blooming en kwam daarnaast uit voor de Boliviaanse topclubs Club San José en Club Bolívar. Daarnaast speelde hij clubvoetbal in Chili (Deportes Temuco) en Colombia (Deportivo Cortuluá).

## Interlandcarrière
Peña speelde in totaal 43 interlands voor Bolivia in de periode 1987-1996 en scoorde vier keer voor La Verde. Onder leiding van bondscoach Osvaldo Veiga maakte hij zijn debuut op 23 juni 1987 in de vriendschappelijke uitwedstrijd tegen Uruguay (2-1) in Montevideo. Peña nam met zijn vaderland viermaal deel aan de strijd om de Copa América: 1989, 1991, 1993 en 1995. Tevens maakte hij deel uit van de selectie die deelnam aan het WK voetbal 1994 in de Verenigde Staten.

## Trivia
Peña raakte op zaterdag 13 augustus 1994 ernstig gewond, nadat zijn vrouw hem vier keer met een mes heeft gestoken in een ruzie over de op handen zijnde echtscheiding.

## Erelijst
Club San José
- Topscorer Liga de Fútbol

1992 (32 goals)